# Tobrouk
Pour l’article ayant un titre homophone, voir Tobruk.
Pour les articles homonymes, voir Tobrouk (fortification).
Tobrouk (en arabe : طبرق ; italien : Tobruch) est une ville portuaire de l'Est de la côte libyenne, près de la frontière avec l'Égypte. Capitale du district d'Al Butnan (anciennement district de Tobrouk), la ville abrite une population de 135 832 habitants (2011). C'est le seul port en eau profonde entre l'Égypte et la Tunisie. Au XXe siècle, la ville est connue comme un lieu de bataille de la Seconde Guerre mondiale : elle fut prise par les Alliés en 1941, perdue, puis reprise par eux en 1942.

## Histoire

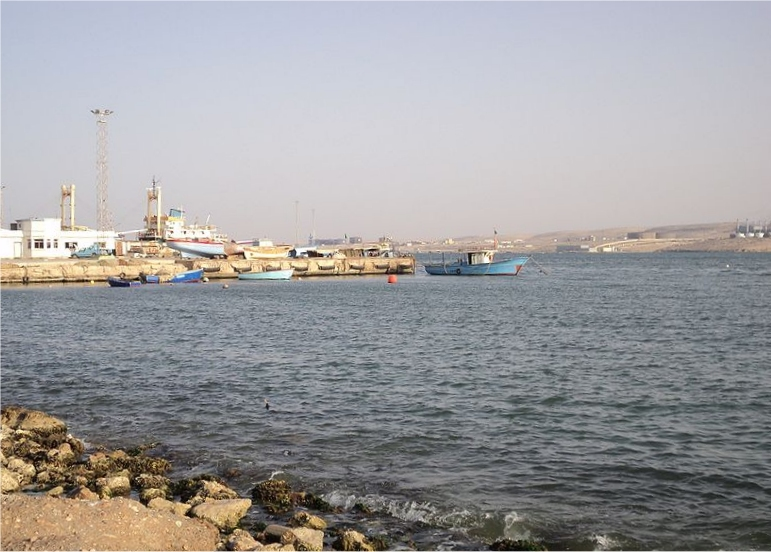
Le port de Tobrouk.

### Antiquité
Tobrouk est le site d'une ancienne colonie grecque (Αντίπυργος, Antipyrgos) et, plus tard, d'une forteresse romaine gardant la frontière de la Cyrénaïque. Il fut ensuite partie d'un petit diocèse (Dioecesis Antipyrgensis) conquis par les armées d'Amr ibn al-As vers 643.
Tobrouk servit essentiellement d'étape pour les caravanes marchandes sous l'Empire ottoman.

### XXesiècle
En 1912, le port devint un poste militaire italien. Au début de la Seconde Guerre mondiale, le port va devenir un enjeu stratégique. Outre son port en eau profonde, il dispose d'une usine d'épuration d'eau. Il se trouve aussi à proximité de la frontière entre la Libye, alors colonie italienne, et l'Égypte, ancien protectorat britannique et où se trouvaient encore de nombreuses troupes britanniques pour la protection du canal de Suez.
Après la déclaration de guerre par l'Italie contre le Royaume-Uni, les escarmouches commencent dès 1940. Les troupes alliées (australiennes, néo-zélandaises, britanniques et françaises libres) s'emparent de Tobrouk le 22 janvier 1941. L'Afrikakorps en entame le siège le 11 avril 1941. Il dure jusqu'au 26 novembre 1941 : une brigade d'infanterie polonaise vient alors renforcer les Britanniques.
L'année suivante, les forces de l'Axe entament une opération de mai à juin 1942 ; la ville tombe en juin 1942, elle n'est reprise par les Alliés que le 11 novembre 1942 après la seconde bataille d'El Alamein.
Tobrouk rassemble des cimetières militaires français, britannique, allemand, australien, polonais et tchèque. Dans le cimetière français ont été inhumés les Français libres tués à la bataille de Bir Hakeim et précédemment enterrés sur les lieux du siège. Dans la nécropole, une exposition permanente française rappelle l'histoire de la bataille.
Après-guerre, la ville est reconstruite, puis s'étend dans les années 1960 avec la construction d'un terminal pétrolier relié par oléoduc au champ pétrolifère de Sarir (en).

### XXIesiècle
La ville de Tobrouk s'est soulevée à partir du 17 février pendant la révolte libyenne de 2011. Une manifestation de jeunes ayant subi les tirs de la police causant 2 à 4 morts. Cela déclenche une révolte généralisée dans laquelle les manifestants s’arment de fusils de chasse. Devant l’attitude de la population et des tribus locales, les dirigeants des forces de sécurité décident très rapidement de fuir, laissant leurs hommes derrière eux et abandonnant leurs armes (la garnison était essentiellement composée de militaires locaux qui n’ont pas tiré sur la foule). Avant de partir, les fidèles de Kadhafi font sauter deux dépôts de munitions.

## Climat
Le climat de Tobrouk est méditerranéen. La ville est située sur la côte méditerranéenne et bénéficie de l’influence maritime ce qui se traduit par des températures moins chaudes que les villes saharienne plus au sud.

## Personnalités liée à la commune
- Omar al-Mokhtar (1868-1931), cheikh musulman libyen ayant organisé la résistance armée à la colonisation italienne de la Libye, est né à Zanjhur, près de Tobrouk.
- Huda El-Sarari (1974), une personnalité des médias libyens, journaliste libyenne, puis directrice de télévision lybienne et poète, est née à Tobrouk.
- Iman al-Obeidi (1982), une jeune femme libyenne qui a été maltraitée par le gouvernement Kadhafi pendant la guerre civile libyenne, est originaire de Tobrouk. Elle est devenue ensuite avocate.

## Au cinéma
Plusieurs films évoquent cette bataille :
- The Rats of Tobruk, film australien de 1944.
- Along the Great Divide, Une corde pour te pendre, film américain sorti en 1951 avec Kirk Douglas.
- Les Rats du désert, film américain sorti en 1953 et relatant les faits d'armes de la 7e division blindée britannique.
- Un taxi pour Tobrouk, film français de 1960, de Denys de La Patellière avec Lino Ventura, Charles Aznavour, Maurice Biraud et Hardy Krüger.
- Tobrouk, commando pour l'enfer, film américain de 1967, d'Arthur Hiller avec Rock Hudson et George Peppard.
- Le Cinquième Commando, film américain de 1971, d'Henry Hathaway avec Richard Burton.
- Tobruk, film tchèque de 2008, de Jan Meduna.
- La bataille de Tobrouk, film slovaco-tchèque de 2010, de Václav Marhoul avec Jan Meduna, Petr Vanek et Robert Nebrenský.

Et une série :
- Les Rats du désert (1966-1968), une série télévisée américaine basée sur les faits d'armes de la 7e division blindée britannique.

## Jeu vidéo
- Sniper Elite III dans la 1re mission du jeu qui se déroule le 21 juin 1942 vous défendez Tobrouk assiégée et repris par la Deutsches Afrikakorps, dans le DLC appelé « la traque du loup gris » le joueur retourne et s'infiltre à Tobruk dans le but d’assassiner un sosie d’Hitler.
- Call of duty vanguard : la mission 7 "Rats de Tobrouk " voir sur Jeuxvideo.com